# Передрий, Борис Иванович
Борис Иванович Передрий (11 мая 1944, город Лохвица Полтавской области — 2000, город Лохвица Полтавской области) — украинский деятель, 1-й секретарь Лохвицкого райкома КПУ, председатель Лохвицкого районного совета Полтавской области. Народный депутат Украины 1-го созыва (в 1990-1992 годах).

## Биография
Родился в семье рабочего.
В 1961-1963 годах — ученик стеклодува, стеклодув Лохвицкого приборостроительного завода Полтавской области.
В 1963-1966 годах — служба в Советской армии.
В 1966-1980 годах — стеклодув, мастер, начальник цеха Лохвицкого приборостроительного завода Полтавской области.
Член КПСС с 1967 по 1991 год.
Окончил Киевский институт народного хозяйства, экономист.
В 1980-1991 годах — инструктор, заведующий организационным отделом, секретарь, 2-й секретарь, 1-й секретарь Лохвицкого районного комитета КПУ Полтавской области. Закончил Одесскую высшую партийную школу.
В 1990-1992 годах — председатель Лохвицкого районного Совета народных депутатов, председатель исполкома Лохвицкого районного Совета народных депутатов Полтавской области.
18.03.1990 избран народным депутатом Украины, 2-й тур 70.03% голосов, 7 претендентов. Входил в группу «За советскую суверенную Украину». Секретарь Комиссии ВР Украины мандатной и по вопросам депутатской этики. Сложил полномочия 18.06.1992 года в связи с назначением Представителем Президента Украины.
В мае 1992 — 1995 года — представитель Президента Украины в Лохвицком районе Полтавской области. Затем — председатель Лохвицкой районной государственной администрации Полтавской области.
Похоронен на Покровском кладбище города Лохвицы.

## Награды
- три медали
- почетный гражданин города Лохвице (30.08.2011, посмертно)